# 沙米克·霍尔兹克劳
沙米克·肖恩塔·霍尔兹克劳（英語：Chamique Shaunta Holdsclaw，1977年8月9日—），美国女子篮球运动员，曾效力于WNBA。曾代表国家参加1998年女子篮球世锦赛和2000年夏季奥运会，均获得金牌。2018年入选女子篮球名人堂。